# IC 4453
IC 4453 је спирална галаксија у сазвјежђу Хидра која се налази на листи објеката дубоког неба у Индекс каталогу.
Деклинација објекта је - 27° 31' 5" а ректасцензија 14h 34m 28,6s. Привидна величина (магнитуда) објекта IC 4453 износи 12,2 а фотографска магнитуда 13,2. Налази се на удаљености од 23,729 милиона парсека од Сунца. IC 4453 је још познат и под ознакама ESO 512-4, MCG -4-34-20, PGC 52084.